# Fortaleza de Luisburgo

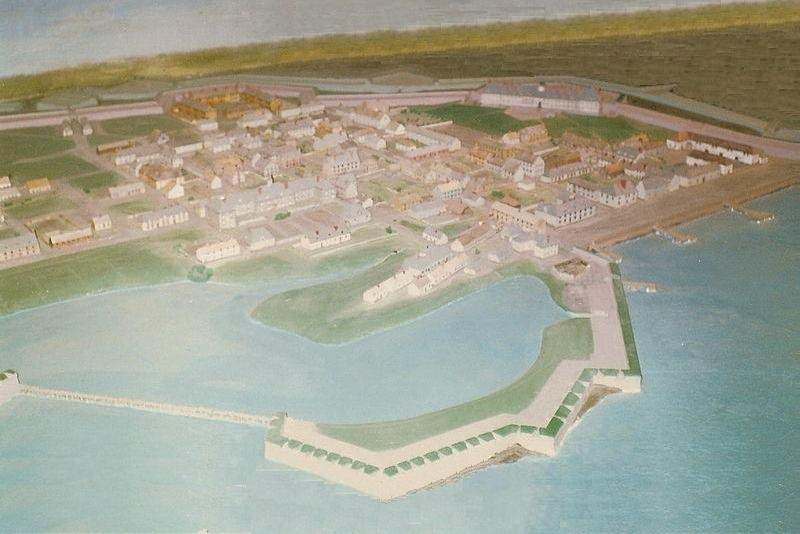
Recreación histórica de la vida en la fortaleza.

La Fortaleza de Luisburgo (en francés, Forteresse de Louisbourg) es un Lugar Histórico Nacional canadiense y la localización de una reconstrucción parcial de una fortaleza francesa del siglo XVIII en Luisburgo (Louisburg), Nueva Escocia, Canadá.

## Historia

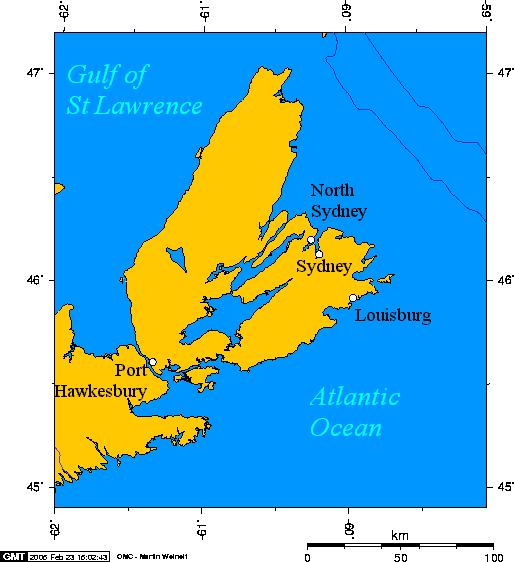
Situación de Luisburgo en la Isla de Cabo Bretón.

Existe constancia de asentamientos franceses en Île Royale (hoy en día, Isla de Cabo Bretón) desde principios del siglo XVII, a los que siguieron los asentamientos en Acadia, concentrados en Baie Française (hoy en día, Bahía de Fundy), tales como Port-Royal y otras localizaciones de la actual Nueva Escocia.

### El asentamiento de Sainte Anne
El asentamiento francés de Ste. Anne (hoy en día, Saint Anns) fue establecido en 1629 en la costa este de Île Royale, denominándolo Fuerte Ste. Anne. Su existencia se alargó hasta 1641. En este lugar se estableció el comercio de pieles desde 1651–1659. Sin embargo, Île Royale languideció cuando la colonia de Canadá que se encontraba en la zona del río San Lorenzo/Grandes Lagos (en aquella época, esta colonia estaba formada por partes de los actuales Quebec, Ontario, Míchigan, Ohio, Indiana e Illinois), junto con la de Luisiana (que abarcaba el Valle del Misisipi y parte de Texas) y el pequeño asentamiento agrícola de la parte continental de Acadia, comenzaron a cobrar importancia como centros de comercio.
El Tratado de Utrecht (1713) daba el control de parte de Acadia (península de Nueva Escocia) y la Isla de Terranova a Gran Bretaña, aunque Francia mantenía el control de sus colonias de Île Royale, Île St-Jean (hoy en día, Isla del Príncipe Eduardo) y Nueva Francia, siendo Île Royale el único territorio controlado por Francia en el litoral atlántico (que ahora estaba controlado por Gran Bretaña desde Terranova hasta Florida). Île Royale se convirtió en un enclave estratégico debido a los Grandes Bancos de Terranova y por suponer una protección en la entrada al Golfo de San Lorenzo.

### El puerto de Luisburgo
En 1713, Francia comienza la construcción de Port Dauphin y una base naval de apoyo en el antiguo emplazamiento de Fuerte Ste-Anne. Sin embargo, las duras condiciones invernales del lugar, obligaron a los franceses a elegir otro lugar en el extremo sureste de Île Royale. Este nuevo emplazamiento, libre de hielos y bien resguardado, pronto se convirtió en un puerto invernal usado por las fuerzas navales francesas del Atlántico, al que llamaron Puerto de Luisburgo (Havre Louisbourg) en honor a su rey, Luis XIV.

## Luisburgo, un pueblo fortificado

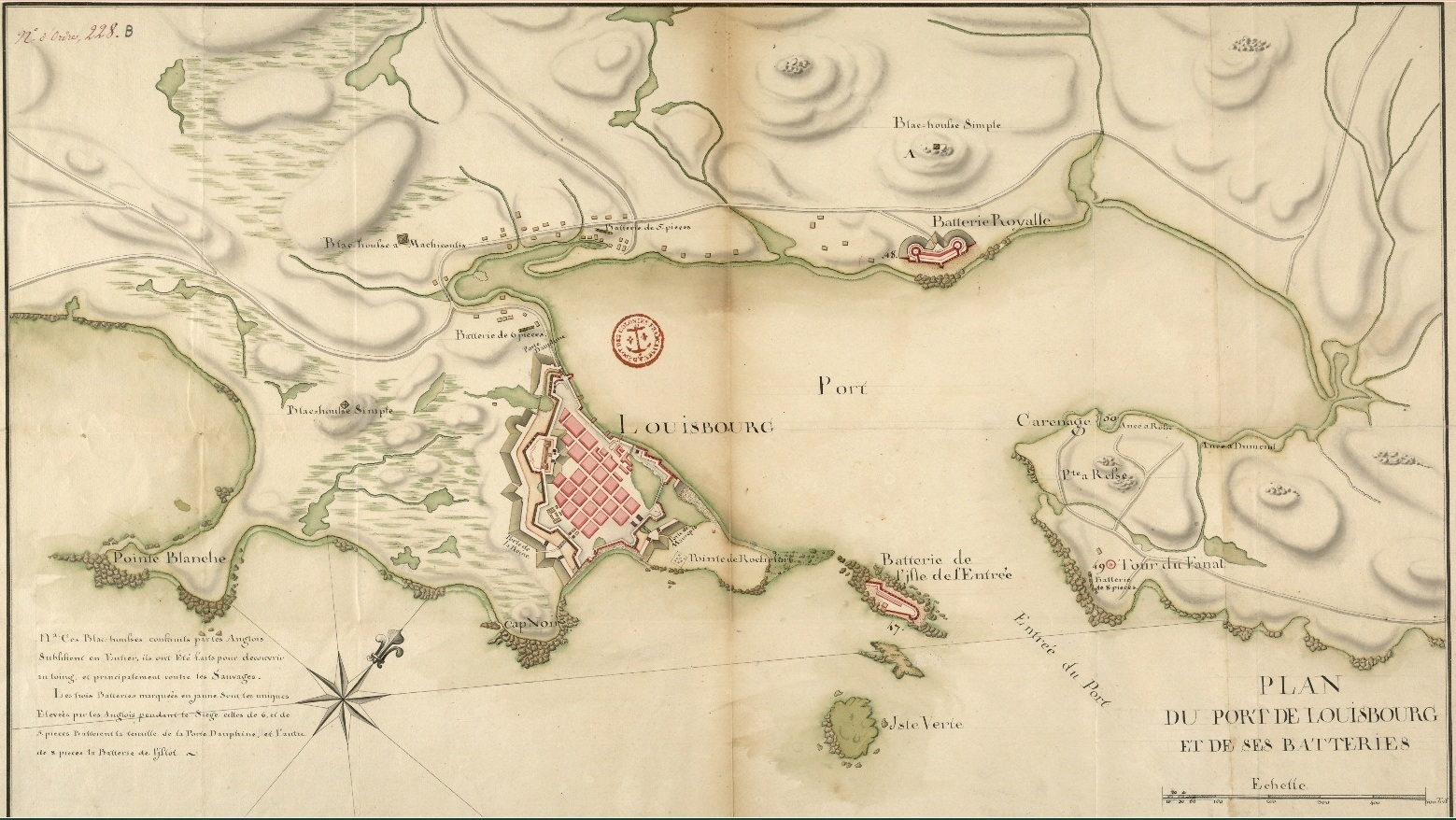
Plano de Louisbourg en 1751

En 1719, Francia inició la construcción de un pueblo fortificado en la costa resguardada del Puerto de Luisburgo, llamando al emplazamiento Luisburgo. La construcción sólo pudo ser acabada la víspera del primer asedio británico en 1745. La inversión francesa en la construcción de la fortificación y una economía en crecimiento basada prácticamente en la pesca, junto con la llegada de algunos acadianos provenientes de la colonia británica ahora llamada Nova Scotia, pronto se notó que la población de Luisburgo se convertiría en una próspera comunidad. El creciente coste de la construcción, llevó a Luis XIV a pensar si algún día podría ver desde Versalles la Fortaleza de Luisburgo alzándose en el horizonte. Este famoso pensamiento fue expresado a sus ministros (a quienes había autorizado a construir la fortaleza).

### Desarrollo
A medida que la fortaleza progresaba y que el asentamiento y su economía crecían, Luisburgo se convertía en un importante centro comercial entre Francia, Nueva Francia y las colonias francesas en las Indias Occidentales. La zona también se convirtió en una importante pesquería. El Puerto de Luisburgo solía estar envuelto por la niebla; como ayuda a la navegación se construyó un faro enfrente del poblado en 1734, el primero de Canadá. Se planeó la construcción de una batería de artillería en esta localización pero, finalmente no se llevó a cabo.

### Primer asedio: 1745

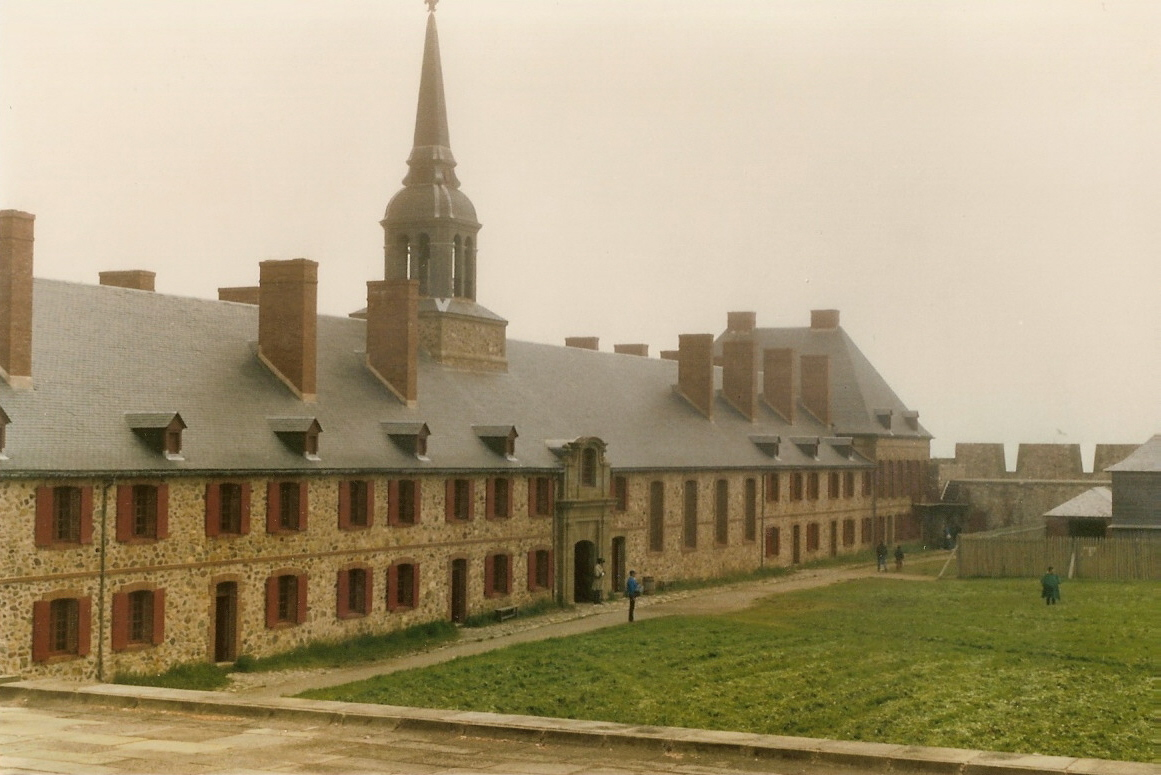
Recreación histórica de la vida en la fortaleza.

La fortaleza sufrió dos ataques importantes: el Asedio de Luisburgo de 1745 y el Asedio de Luisburgo de 1758. En el primer asedio participó una fuerza de Nueva Inglaterra respaldada por un escuadrón de la Marina Real Británica. Los esfuerzos de los atacantes fueron recompensados cuando la fortaleza capituló el 16 de junio de 1745. Una gran expedición francesa con el objetivo de recuperar la fortaleza, liderada por Jean-Batiste De Roye de la Rochefoucauld, Duque de Enville, fue destruida por el efecto de tormentas, enfermedades y ataques navales británicos, sin tener la oportunidad de llegar a la fortaleza.

### Luisburgo es devuelto a Francia
El gobierno de Nueva Inglaterra sobre la fortaleza duró tres años: el 18 de octubre de 1748 se firmó el Tratado de Aquisgrán como consecuencia del final de la Guerra de Sucesión Austriaca que estipulaba la restitución de la fortaleza a Francia. A cambio, Francia devolvía a los británicos el Fuerte San Jorge, situado en la India. Al marcharse, la fuerza de Nueva Inglaterra se llevó consigo la famosa Cruz de Luisburgo que se encontraba en la capilla de la fortaleza. Esta cruz sólo volvió a ser descubierta bien entrado el siglo XX en la Universidad de Harvard; actualmente se encuentra prestado al Lugar Histórico de Luisburgo.
En la época del Tratado de Aquisgrán, Francia reclamaba todos los territorios desde las montañas Allegheny hasta las Montañas Rocosas y desde el Golfo de México hasta el Polo Norte, con excepción de los territorios controlados por los británicos alrededor de la Bahía de Hudson. En la práctica, Francia controlaba una parte menor de estas tierras, más allá de la cuenca del río San Lorenzo y de una importante serie de fuertes y puestos en el río Misisipi. Esto presentaba que Francia podría completar el control del valle del Misisipi y terminar de colonizarlo.
La respuesta británica, en 1749, a la rehabilitación de Luisburgo fue la creación de su propio pueblo fortificado en la Bahía de Chebucto al que dieron el nombre de Halifax. Se convirtió pronto en la mayor base de la Marina Real Británica en el litoral atlántico, al que llegaban gran número de naves con soldados, incluyendo al 29º Regimiento de a Pie, que despejó la tierra para poder construir el puerto y el asentamiento.

### Segundo asedio: 1758
Las colonias británicas de Norteamérica estaban agitadas y, los esfuerzos franceses, junto con sus aliados indígenas, para acordonar los pasos y accesos hacia el oeste, que los colonos americanos necesitaban para su marcha hacia occidente, provocaron las primeras escaramuzas cuya consecuencia fue la Guerra Franco-india en 1754 que, más tarde, desembocaría en la Guerra de los Siete Años de 1756, en la que participaron todas las potencias europeas.
Un despliegue naval francés en gran escala rechazó un asalto británico en 1757. Sin embargo, al año siguiente un apoyo naval inadecuado permitió a los británicos, mediante una gran operación combinada, sitiar por segunda vez Luisburgo. Este asedio finalizó el 26 de julio de 1758 con la rendición francesa. La fortaleza fue destruida por ingenieros británicos en 1760, con la intención de evitar futuros usos por parte francesa. El lugar fue abandonado al finalizar la Guerra de los Siete Años.

## Lugar Histórico Nacional

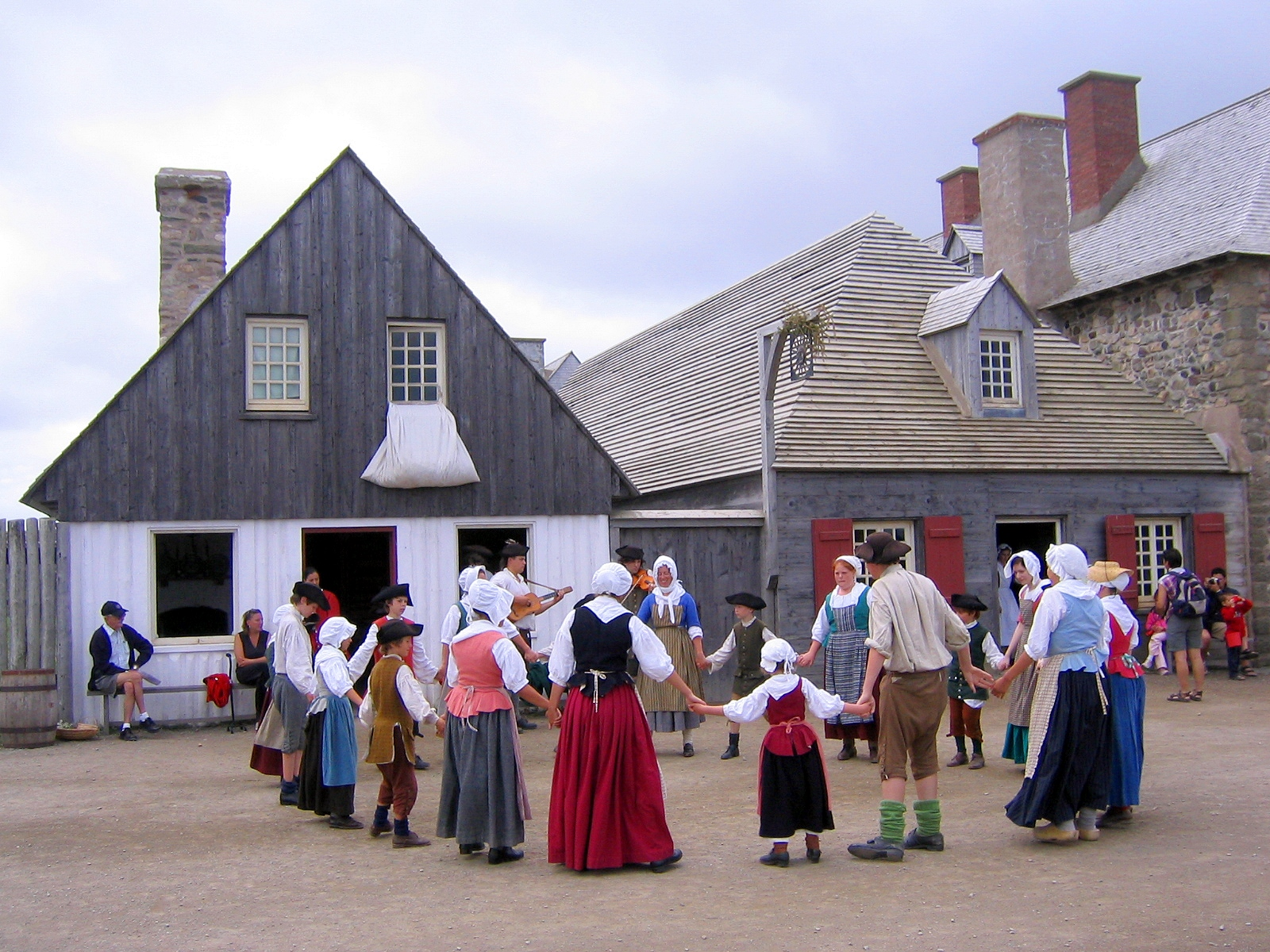
Recreación histórica de la vida en la fortaleza.

En 1961, el Gobierno de Canadá, asumió la tarea de la reconstrucción histórica de una cuarta parte del poblado y las fortificaciones, con la intención de recrear Luisburgo con la imagen y extensión que pudo tener en la década de 1740. El trabajo supuso un esfuerzo conjunto interdisciplinar llevado a cabo por arqueólogos, historiadores, ingenieros y arquitectos. En la reconstrucción, se contó con la ayuda de mineros del carbón desempleados provenientes de la zona industrial del Cabo Bretón; muchos de ellos aprendieron técnicas masónicas francesas del siglo XVIII y otras técnicas para lograr una réplica lo más exacta posible. Donde fue posible, muchas de las piedras usadas en la construcción original, se usaron en la reconstrucción.
Hoy en día, el lugar que ocupaba la Fortaleza de Luisburgo, incluyendo la reconstrucción de una cuarta parte, ha sido designado Lugar Histórico Nacional. La visita se puede realizar con o sin guía. También existe una demostración y explicación del funcionamiento de armas de fuego, concretamente de mosquetes y de un cañón. la fortaleza ha ayudado a la economía local del pueblo de Luisburgo, diversificando la actividad económica al decaer la entrada de pescado proveniente del Atlántico Norte.